# Short track na Zimowych Igrzyskach Olimpijskich 2018 – 1500 m kobiet
Bieg na 1500 m kobiet rozgrywany w ramach short tracku na Zimowych Igrzyskach Olimpijskich 2018 odbył się 17 lutego w Gangneung Ice Arena w Gangneung.
Mistrzynią olimpijską została Koreanka Choi Min-jeong, na drugim miejscu uplasowała się Chinka Li Jinyu, a brąz przypadł Kim Boutin z Kanady. Jedyna startująca Polka - Magdalena Warakomska - odpadła w eliminacjach.

## Terminarz
| Data      | Konkurencja | Godzina rozpoczęcia | Godzina rozpoczęcia |
| Data      | Konkurencja | UTC+09:00           | CET                 |
| --------- | ----------- | ------------------- | ------------------- |
| 17 lutego | Eliminacje  | 19:00               | 11:00               |
| 17 lutego | Półfinały   | 20:13               | 12:13               |
| 17 lutego | Finał       | 21:05               | 13:05               |

## Wyniki

### Eliminacje
| Miejsce | Grupa | Zawodnik                   | Reprezentacja                | Czas     | Uwagi |
| ------- | ----- | -------------------------- | ---------------------------- | -------- | ----- |
| 1.      | 1     | Arianna Fontana            | Włochy                       | 2:28,494 | Q     |
| 2.      | 1     | Jorien ter Mors            | Holandia                     | 2:28,587 | Q     |
| 3.      | 1     | Sumire Kikuchi             | Japonia                      | 2:29,665 | Q     |
| 4.      | 1     | Kim Iong-a                 | Kazachstan                   | 2:29,875 |       |
| 5.      | 1     | Shim Suk-hee               | Korea Południowa             | 2:39,984 |       |
|         | 1     | Sára Bácskai               | Węgry                        |          | DSQ   |
| 1.      | 2     | Han Yutong                 | Chińska Republika Ludowa     | 2:31,158 | Q     |
| 2.      | 2     | Marianne St-Gelais         | Kanada                       | 2:31,274 | Q     |
| 3.      | 2     | Martina Valcepina          | Włochy                       | 2:31,370 | Q     |
| 4.      | 2     | Kathryn Thomson            | Wielka Brytania              | 2:32,891 |       |
| 5.      | 2     | Anna Seidel                | Niemcy                       | 2:56,976 | ADV   |
|         | 2     | Jessica Kooreman           | Stany Zjednoczone            |          | DSQ   |
| 1.      | 3     | Suzanne Schulting          | Holandia                     | 2:27,730 | Q     |
| 2.      | 3     | Deanna Lockett             | Australia                    | 2:28,996 | Q     |
| 3.      | 3     | Charlotte Gilmartin        | Wielka Brytania              | 2:29,005 | Q     |
| 4.      | 3     | Michaela Sejpalová         | Czechy                       | 2:30,012 |       |
| 5.      | 3     | Cheyenne Goh               | Singapur                     | 2:36,971 |       |
|         | 3     | Jekatierina Jefriemienkowa | Olimpijscy sportowcy z Rosji |          | DSQ   |
| 1.      | 4     | Kim A-lang                 | Korea Południowa             | 2:20,891 | Q     |
| 2.      | 4     | Kim Boutin                 | Kanada                       | 2:21,149 | Q     |
| 3.      | 4     | Véronique Pierron          | Francja                      | 2:22,119 | Q     |
| 4.      | 4     | Magdalena Warakomska       | Polska                       | 2:23,693 |       |
|         | 4     | Anastasija Krestowa        | Kazachstan                   |          | DSQ   |
|         | 4     | Yuki Kikuchi               | Japonia                      |          | DSQ   |
| 1.      | 5     | Elise Christie             | Wielka Brytania              | 2:29,316 | Q     |
| 2.      | 5     | Zhou Yang                  | Chińska Republika Ludowa     | 2:29,587 | Q     |
| 3.      | 5     | Valérie Maltais            | Kanada                       | 2:29,877 | Q     |
| 4.      | 5     | Tifany Huot-Marchand       | Francja                      | 2:29,996 |       |
| 5.      | 5     | Bianca Walter              | Niemcy                       | 2:30,819 |       |
| 6.      | 5     | Maame Biney                | Stany Zjednoczone            | 2:31,819 |       |
| 1.      | 6     | Choi Min-jeong             | Korea Południowa             | 2:24,595 | Q     |
| 2.      | 6     | Petra Jászapáti            | Węgry                        | 2:25,022 | Q     |
| 3.      | 6     | Li Jinyu                   | Chińska Republika Ludowa     | 2:25,034 | Q     |
| 4.      | 6     | Sofia Proswirnowa          | Olimpijscy sportowcy z Rosji | 2:25,553 |       |
| 5.      | 6     | Lana Gehring               | Stany Zjednoczone            | 2:27,336 |       |
| 6.      | 6     | Shione Kaminaga            | Japonia                      | 2:28,719 |       |

### Półfinały
- QA - awans do finału A
- QB - awans do finału B

| Miejsce | Grupa | Zawodnik            | Reprezentacja            | Czas     | Uwagi |
| ------- | ----- | ------------------- | ------------------------ | -------- | ----- |
| 1.      | 1     | Kim A-lang          | Korea Południowa         | 2:22,691 | QA    |
| 2.      | 1     | Kim Boutin          | Kanada                   | 2:22,799 | QA    |
| 3.      | 1     | Han Yutong          | Chińska Republika Ludowa | 2:22,826 | QB    |
| 4.      | 1     | Martina Valcepina   | Włochy                   | 2:24,171 | QB    |
| 5.      | 1     | Véronique Pierron   | Francja                  | 2:28,023 |       |
| 6.      | 1     | Anna Seidel         | Niemcy                   | 3:00,658 |       |
|         | 1     | Marianne St-Gelais  | Kanada                   |          | DSQ   |
| 1.      | 2     | Jorien ter Mors     | Holandia                 | 2:34,385 | QA    |
| 2.      | 2     | Arianna Fontana     | Włochy                   | 2:34,489 | QA    |
| 3.      | 2     | Sumire Kikuchi      | Japonia                  | 2:34,526 | QB    |
| 4.      | 2     | Suzanne Schulting   | Holandia                 | 2:34,632 | QB    |
| 5.      | 2     | Charlotte Gilmartin | Wielka Brytania          | 3:00,691 |       |
| 6.      | 2     | Deanna Lockett      | Australia                | 3:01,928 |       |
| 1.      | 3     | Choi Min-jeong      | Korea Południowa         | 2:22,295 | QA    |
| 2.      | 3     | Petra Jászapáti     | Węgry                    | 2:23,210 | QA    |
| 3.      | 3     | Zhou Yang           | Chińska Republika Ludowa | 2:23,485 | QB    |
| 4.      | 3     | Li Jinyu            | Chińska Republika Ludowa | 2:33,005 | ADV   |
|         | 3     | Valérie Maltais     | Kanada                   |          | DSQ   |
|         | 3     | Elise Christie      | Wielka Brytania          |          | DSQ   |

### Finał

#### Finał B
| Miejsce | Zawodnik          | Reprezentacja            | Czas     | Uwagi |
| ------- | ----------------- | ------------------------ | -------- | ----- |
| 1.      | Zhou Yang         | Chińska Republika Ludowa | 2:35,241 |       |
| 2.      | Han Yutong        | Chińska Republika Ludowa | 2:36,548 |       |
| 3.      | Suzanne Schulting | Holandia                 | 2:37,163 |       |
| 4.      | Sumire Kikuchi    | Japonia                  | 2:54,450 |       |
|         | Martina Valcepina | Włochy                   |          | DSQ   |

#### Finał A
| Miejsce | Zawodnik        | Reprezentacja            | Czas     | Uwagi |
| ------- | --------------- | ------------------------ | -------- | ----- |
| 1.      | Choi Min-jeong  | Korea Południowa         | 2:24,948 |       |
| 2.      | Li Jinyu        | Chińska Republika Ludowa | 2:25,703 |       |
| 3.      | Kim Boutin      | Kanada                   | 2:25,834 |       |
| 4.      | Kim A-lang      | Korea Południowa         | 2:25,941 |       |
| 5.      | Jorien ter Mors | Holandia                 | 2:25,955 |       |
| 6.      | Petra Jászapáti | Węgry                    | 2:26,138 |       |
| 7.      | Arianna Fontana | Włochy                   | 2:27,475 |       |